# Batilly, Orne
Batilly là một xã thuộc tỉnh Orne vùng Normandie tây bắc nước nước Pháp. Xã này nằm ở khu vực có độ cao trung bình 195 mét trên mực nước biển.